# Mormonia mildredae
Mormonia mildredae är en fjärilsart som beskrevs av John G. Franclemont 1938. Mormonia mildredae ingår i släktet Mormonia och familjen nattflyn. Inga underarter finns listade i Catalogue of Life.